# TBS eFM
TBS eFM은 서울특별시 미디어재단 TBS에서 서비스하고 있는 대한민국의 영어 전문 FM 라디오 방송국으로, 2008년 12월 1일에 개국하였다.

## 연혁
- 2008년 7월 23일: 영어 라디오 방송국 허가 (남산타워 송신소)
- 2008년 12월 1일: 영어 라디오 방송국 개국[2]
- 2013년 10월 14일: 영어 라디오 중국어 방송 실시
- 2021년 3월 22일: 영어 라디오 베트남어 방송 실시 (주말)

## 방송국 허가내용
- 허가연월일 : 2008년 7월 23일
- 허가번호 : 11-2008-01-0002549호
- 시설자의 명칭 : 서울특별시
- 무선국의 명칭 : 영어 FM 방송국
- 무선설비의 설치장소
  - 연주소 : 서울특별시 마포구 매봉산로 31 에스플렉스센터 (TBS 교통방송)
  - 송신소 : 경기도 과천시 중앙동 산12-1 (관악산)
- 호출부호 : HLSW-FM
- 주파수 : FM 101.3㎒
- 전파의 형식 : 260KF8EHF
- 점유주파수대폭 : 260㎑
- 공중선전력 : 1㎾ (실효복사전력 : 2.04㎾)

## 수신 가능지역
- 서울특별시 일원
- 경기도 광명시, 부천시, 구리시, 과천시, 안양시 일원
- 경기도 고양시, 의정부시, 성남시, 남양주시, 김포시, 하남시, 인천광역시 일부

(이외의 지역에서는 수신 불가)

## 방송 프로그램
eFM 뉴스가 2022년 9월 3일에 폐지되었다.
아래 프로그램 목록은 2024년 11월 4일 현재 기준이다.

### 주중
- 05:00《天涯万里情 (천애만리정) 》 (re-run)
- 07:00《Morning Groove》
- 09:00《MIXTAPE 1013》
- 10:00《1012 1013》
- 12:00《首爾我來了 (Coming to Seoul)》
- 13:00《天涯万里情 (천애만리정) 》
- 15:00《Morning Groove》 (re-run)
- 17:00《MIXTAPE 1013》 (re-run)
- 19:00《1012 1013》 (re-run)
- 20:00《首爾我來了 (Coming to Seoul)》 (re-run)
- 21:00《天涯万里情 (천애만리정) 》 (re-run)
- 23:00《Morning Groove》 (re-run)
- 01:00《MIXTAPE 1013》 (re-run)
- 02:00《1012 1013》 (re-run)
- 04:00《首爾我來了 (Coming to Seoul)》 (re-run)

다음 프로그램들은 월요일에만 방송된다.
- 05:00《Non-Stop Music Express》
- 07:00《Morning Groove》
- 09:00《MIXTAPE 1013》
- 10:00《1012 1013》
- 12:00《首爾我來了 (Coming to Seoul)》
- 13:00《天涯万里情 (천애만리정) 》
- 15:00《Morning Groove》 (re-run)
- 17:00《MIXTAPE 1013》 (re-run)
- 19:00《1012 1013》 (re-run)
- 20:00《首爾我來了 (Coming to Seoul)》 (re-run)
- 21:00《天涯万里情 (천애만리정) 》 (re-run)
- 23:00《Morning Groove》 (re-run)
- 01:00《MIXTAPE 1013》 (re-run)
- 02:00《1012 1013》 (re-run)
- 04:00《首爾我來了 (Coming to Seoul)》 (re-run)

### 주말
- 05:00《天涯万里情 (천애만리정) 》 (re-run)
- 07:00《Morning Groove》
- 09:00《Weekly Review》
- 10:00《1012 1013》
- 12:00《首爾我來了 (Coming to Seoul)》
- 13:00《天涯万里情 (천애만리정) 》
- 15:00《Morning Groove》 (re-run)
- 09:00《Weekly Review》 (re-run)
- 19:00《1012 1013》 (re-run)
- 20:00《首爾我來了 (Coming to Seoul)》 (re-run)
- 21:00《天涯万里情 (천애만리정) 》 (re-run)
- 23:00《Morning Groove》 (re-run)
- 09:00《Weekly Review》 (re-run)
- 02:00《1012 1013》 (re-run)
- 04:00《首爾我來了 (Coming to Seoul)》 (re-run)

다음 프로그램들은 일요일에만 방송된다.
- 05:00《天涯万里情 (천애만리정) 》 (re-run)
- 07:00《Non-Stop Music Express》

## 같이 보기
- MBC 표준FM
- CBS 표준FM
- FEBC FM
- MBC TV
- SBS TV
- MBN
- 퀴니
- 매직TV